# Morrisville, Missouri
Morrisville är en ort i Polk County i delstaten Missouri, USA.